# Графство Ханау
Графството Ханау (на немски: Grafschaft Hanau) е територия на Свещената Римска империя и на стария Дойче райх. Създава се през 1429 г. от Господството Ханау. Дълго време от 1458 г. то е разделено на графствата Ханау-Мюнценберг и Ханау-Лихтенберг. След измирането на графовете на Ханау частта Ханау-Мюнценберг отива към Ландграфство Хесен-Касел, а Ханау-Лихтенберг на Ландграфство Хесен-Дармщат. Столици са Виндекен и Ханау.

## История
Император Сигизмунд Люксембургски през 1429 г. издига Райнхард II от Ханау (1369 – 1451) на имперски граф. Той е вторият син на Улрих IV († 1380), господрят на господство Ханау. Господството Ханау става Графството Ханау. Първият му син Райнхард III умира през 1452 г. Вторият му син Филип I Стари (1417 – 1480) се жени през 1458 г. за Анна фон Лихтенберг (1442 – 1474), наследничка на господство Лихтенберг. Така се създава графството и линията Ханау-Лихтенберг.
Филип I Млади (1449 – 1500), син на Райнхард III, носи за отличаване титлата фон Ханау-Мюнценберг. Едва през 17 век двете територии се сливат отново в едно Графство Ханау.
Последният граф на Ханау Йохан Райнхард III умира без мъжки наследник през 1736 г. Според наследствен договор от 1643 г. територията Ханау-Мюнценберг отива на Хесен-Касел. Единствена му дъщеря и наследничка Шарлота фон Ханау-Лихтенберг (1700 – 1726) се омъжва на 5 април 1717 г. за ландграф Лудвиг VIII фон Хесен-Дармщат (1691 – 1768) и територията Ханау-Лихтенберг отива на Хесен-Дармщат. Вилхелм IX наследява графство Ханау от дядо му Вилхелм VIII през 1760 г., от 1785 г. e управляващ ландграф на Хесен-Касел и от 1803 г. като Вилхелм I курфюрст.